# V.I.P. (együttes)
A V.I.P. egy magyar könnyűzenei fiúegyüttes.
Az együttes 1997-ben alakult, Budapesten, tagjai: Józsa Alex, Rácz Gergő, Rakonczai Imre, Rakonczai Viktor.
Rácz Gergő már az együttes megalakulása előtt írt dalokat és azokat elküldte a BMG-nek. A számok megtetszettek a kiadónak, mert ők is egy fiúcsapatban gondolkodtak. Környei Attila menedzser néhány hét múlva felhívta, és bemutatták Rakoncai Viktornak, aki kettőjük mellé elhívta Imrét és Alexet, így 1997 elején megalakult a V.I.P. Majd beneveztek az Eurovíziós Dalfesztivál magyarországi válogatójába, amit megnyertek. Így 1997. május 3-án ők képviselték hazánkat a dublini döntőn, ahol 39 ponttal a 12. helyet érték el a Miért kell, hogy elmenj? című dallal. 1997-ben megjelent első albumuk V.I.P címmel. Négy nagylemez után 2001 márciusában jelentették be, hogy feloszlanak és kiadták válogatás lemezüket Best of címmel. 2001. április 13-án egy koncerttel búcsúztak rajongóiktól a Kortárs Építészeti Központ (KÉK)-ben. Az együttes feloszlása után a tagok szólókarrierbe kezdtek.
A Rakonczai fivérek R-Port néven új együttest hoztak létre. 2001-ben adták ki első albumukat, az Akarom, hogy rám találjt.
Józsa Alex, 2002 júliusában jelentette meg debütáló nagylemezét.
Rácz Gergő 2004-ben a Fool Moon nevű acappella együttes tagja lett, majd 2006 tavaszán jelentette meg első albumát Bennünk a világ címmel.
Rácz Gergő és Rakonczai Viktor 2008-ban ismét részt vett az Eurovíziós Dalfesztiválon. Csézy Szívverés című dalának előadását Viktor zongorán kísérte, Gergő pedig a Fool Moon többi tagjával együtt háttérénekes volt.

## Albumok
- 1997 – V.I.P (BMG)
- 1998 – Keresem a lányt (BMG)
- 1999 – Szükségem van rád (BMG)
- 2000 – Csak Neked (BMG)
- 2001 – Best of (BMG)